# Félicien Marceau
Félicien Marceau, właśc. Louis Carette (ur. 16 września 1913 w Kortenberg w Belgii, zm. 7 marca 2012) – francuski dramaturg, prozaik i eseista, członek Akademii Francuskiej (fotel 21), z pochodzenia Belg.

## Życiorys
Studiował w Leuven w Kolegium Trójcy Świętej, następnie na Uniwersytecie w Leuven. W Belgii wydał swoje pierwsze dzieła literackie – powieści Le Péché de complication i Cadavre exquis oraz esej Naissance de Minerve. Wyjechał do Włoch, a następnie do Francji. W 1955 r. otrzymał Prix Interallié za Les Élans du cœur. W 1956 r. zaczął pisać sztuki teatralne, duży sukces odniosły Jajko  oraz La Bonne Soupe. W 1969 r. otrzymał Nagrodę Goncourtów za powieść Creezy. Zasiadał w jury konkursu głównego na 23. MFF w Cannes (1970 r.). W 1974 r. otrzymał Prix Prince Pierre de Monaco. Wybrany do Akademii Francuskiej 27 listopada 1975 r., zastępując Marcela Acharda. 
Komandor Legii Honorowej oraz Orderu Sztuki i Literatury, odznaczony również Orderem Narodowym Zasługi w klasie Oficera.

## Twórczość
Inspirował się Balzakiem oraz Dostojewskim. Jego sztuki teatralne satyrycznie przedstawiały współczesne mu obyczaje.

### Publikacje
- Cadavre exquis, 1942, reedycja w 2011
- Le Péché de Complication, 1942
- Naissance de Minerve, 1943
- Chasseneuil, 1948
- Casanova ou l'anti-Don Juan, 1949
- Capri petite île, 1951
- Chair et cuir, 1951 (Sprawa Emila Magis, 1981)
- L'École des moroses, 1951
- L'Homme du roi, 1952
- Bergère légère, 1953
- En de secrètes noces, 1953
- Caterina, 1954
- Les Élans du cœur, 1955
- L’Œuf, 1956 (Jajko, wyst. pol. 1958[6])
- Les Belles natures, 1957
- La Bonne Soupe, 1958
- L'Étouffe-Chrétien, 1960
- Les Cailloux, 1962
- La Preuve par quatre, 1964
- Madame Princesse, 1965
- Un Jour, j'ai rencontré la vérité, 1966
- Les Années courtes, 1968
- Creezy, 1969 (Creezy, wyd. pol 1979) – Nagroda Goncourtów[1]
- Le Babour, 1969
- Honoré de Balzac et son monde, 1970
- Le Corps de mon ennemi, 1975 (wyd. pol. Ciało mojego wroga, 1976[1]) – na motywach powieści powstał film pod tym samym tytułem, reż. Henri Verneuil, z udziałem Jean-Paula Belmodo (1976)
- Les Personnages de la Comédie humaine, 1977
- Appelez-moi mademoiselle, 1984 (wyd. pol. Mademoiselle, 2001[1])
- Les Passions partagées, 1987
- Un oiseau dans le ciel, 1989
- Les Ingénus, 1992
- La Terrasse de Lucrezia, 1993
- Le Voyage de noce de Figaro, 1994
- La Grande fille, 1997
- L'imagination est une science exacte, 1998
- La Fille du pharaon, 1998
- L'Affiche, 2000
- De Marceau à Déon, De Michel à Félicien, Lettres 1955-2005, 2011